# Seppuku
Seppuku (切腹, lit. "cortar o ventre"), vulgarmente conhecido no ocidente por haraquiri ou haraquíri (腹切 ou 腹切り), refere-se ao ritual suicida japonês reservado à classe guerreira, principalmente samurai, em que ocorre o suicídio por esventramento. Surgiu no Japão em meados do século XII generalizando-se até 1868, quando sua prática foi oficialmente interditada. A palavra haraquíri, embora amplamente conhecida no estrangeiro, é raramente utilizada pelos japoneses, que preferem o termo seppuku (composto pelos mesmos caracteres chineses por ordem inversa). O ritual de estripação normalmente fazia parte de uma cerimónia bastante elaborada e executada na frente de espectadores.

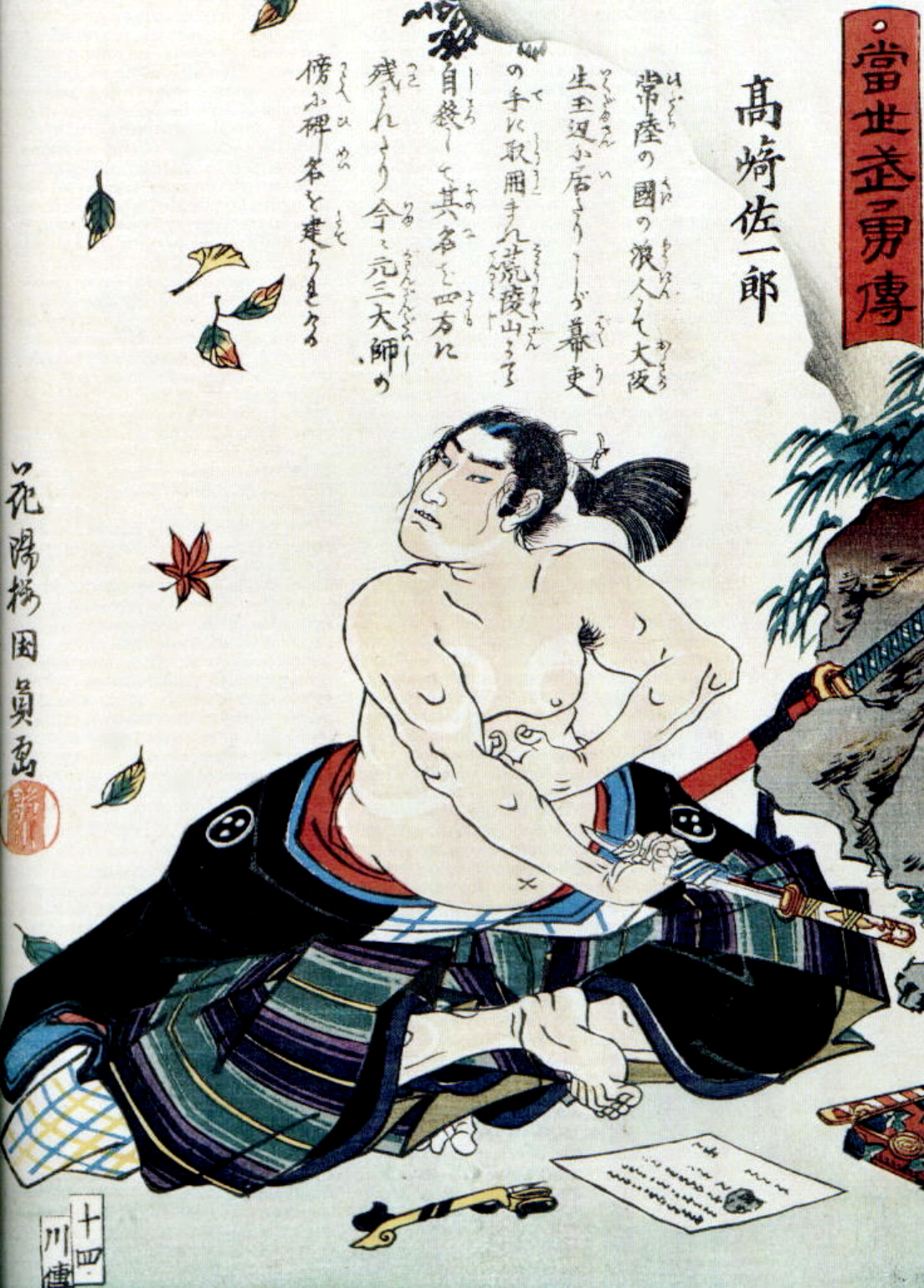
Representação artística de um guerreiro samurai prestes a realizar o seppuku. Xilogravura Ukiyo-e do período Edo

O método apropriado de execução consistia num corte (kiru) horizontal na zona do abdómen, abaixo do umbigo (hara), efetuado com um tantō, wakizashi ou um simples punhal, partindo do lado esquerdo e cortando-o até ao lado direito, deixando assim as vísceras expostas como forma de mostrar pureza de carácter. Finalmente, se as forças assim o permitissem, era realizado outro corte puxando a lâmina para cima, prolongando o primeiro corte ou iniciando um novo ao meio desse. Terminado o corte, o kaishakunin (介错人) realizava a sua principal função no ritual, a decapitação.
Tratando-se de um processo extremamente lento e doloroso de suicídio, o seppuku foi utilizado como método de demonstrar a coragem, o autocontrole e a forte determinação característicos de um samurai. Como parte do código de honra do bushido, o seppuku era uma prática comum entre os samurais, que consideravam a sua vida como uma entrega à honra de morrer gloriosamente, rejeitando cair nas mãos dos seus inimigos, ou como forma de pena de morte frente à desonra por um crime, delito ou por outro motivo que os ignominiasse. Outras razões estavam por detrás destes corajosos actos, como a violação da lei ou o chamado oibara (追腹), no qual o rōnin (浪人, lit. "homem onda") após perder o seu dáimio (大名, lit. "grande nome"), que na época possuía um papel semelhante ao senhor feudal no ocidente, seria compelido à prática do seppuku, exceptuando-se casos em que o seu senhor por escrito impedia tal costume.

## Vocabulário e etimologia
As palavras haraquíri (腹切り, "ventre" + "cortar") e seppuku (切腹) são escritas com os mesmos caracteres kanji; contudo em ordem inversa e com leitura distinta: haraquíri utiliza a leitura kun (de origem japonesa) — para além do okurigana り adicional — e seppuku a leitura on (de origem chinesa).
| “ | Por norma considera-se haraquiri como um termo de uso vulgar, mas isso é um erro. Haraquiri é a leitura japonesa dos caracteres em kun'yomi; e desde que se tornou comum preferir a leitura chinesa em documentos oficiais, apenas o termo seppuku é utilizado por escrito. Assim, haraquiri é o termo oral e seppuku o termo escrito que designam um único acto. | ” |
|   | — Christopher Ross, Mishima's Sword, p.68. |   |

A palavra jigai (自害) significa "suicídio" em japonês e a palavra atualmente usada para "suicídio" é jisatsu (自殺)[a]. Palavras relacionadas a esta incluem jiketsu (自决) e jijin (自尽). Nalguns textos populares ocidentais, tais como revistas de artes marciais, o termo é associado ao suicídio praticado por esposas de samurais.

## Aspecto geral

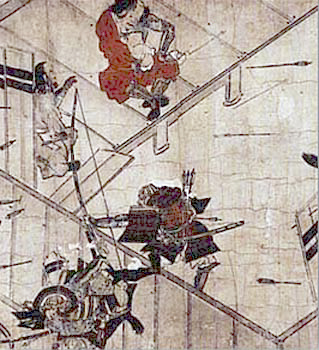
O kantō kubō Ashikaga Mochiuji estripa-se em Kamakura, após perder a batalha contra as forças do xogum Ashikaga Yoshinori (ilustração retirada do emaki Yūki Kassen Ekotoba

O primeiro incidente registado de seppuku alegadamente teve lugar em Harima, perto da lago Biwa. Segundo a Cronica da Geografia e Clima de Harima (i.e. Harima Fudoki) escrito em 716 EC, uma jovem deusa cometeu seppuku em Harima, cortando o seu estômago, imediatamente após uma disputa com o seu marido ("deus"). O segundo incidente foi registado em A Story of Ancient Matter (Joku-Kojidan), Volume II, escrito em 1219 EC. Yasusuke Fujiwara, um descendente abastado de uma distinta família aristocrática, dedicou-se ao roubo e tornou-se num notável "ladrão". Ele cometeu seppuku em 989 EC quando se viu encurralado pela polícia. A escapatória era impossivel, retirou-se para o seu proprio quarto, pegou uma pequena espada e estripou-se.
Por volta do século XI, os samurais começam a emergir como clãs activos e distintos, e por volta do século XII, tornou-se a classe dominante no país.
Pelo que consta, o relato mais antigo de seppuku data do século XI, quando clãs de famílias poderosas lutaram pela supremacia durante o período do xogunato. Porém, o hábito do suicídio nos campos de batalha executado para evitar a captura das forças inimigas é muito mais antigo. O primeiro haraquíri citado nas crónicas de guerra data de 1170, cometido pelo célebre Minamoto no Tametomo do clã Minamoto (ou Genji), conhecido pela sua habilidade no manejo de arco-e-flecha, o qual se suicida após perder uma batalha contra o clã Taira. Este terá sido o primeiro caso de taichibara, ou seppuku executado sentado. Já o primeiro modelo formal do ritual seppuku foi o de Minamoto no Yorimasa, em 1180, motivado por uma inevitável derrota na Primeira Batalha de Uji em 1180 e executado no templo de Byōdō-in. Já entre as mais conhecidas e horrendas histórias de haraquiri cometido por um guerreiro samurai ocorreu em 1333, na era Kenmu, quando Murakami Yoshiteru se esventrou para dissimular a fuga de seu senhor[b] durante a guerra pela restauração dos plenos poderes imperiais, em oposição aos bushidan do clã Hojo − que na época regia no xogunato Kamakura.
Antes da introdução do budismo no Japão, a história do país revela que o povo japonês tenderia a dar ênfase à continuidade da vida enquanto que a tradição zen tende a sublinhar a importância do momento e a forma de morrer. O importante passa a ser, não apenas se o corpo vive e morre, mas se a mente vive em harmonia e paz consigo mesma. Os japoneses davam mais importância à paz da mente e à honra da vida do que uma vida longa. Com a aceitação do budismo e dos seus respectivos conceitos de transitoriedade da natureza da vida e a glória da morte, o desenvolvimento do pensamento deste tipo de ritual foi-se tornando possível. Ao contrário das religiões cristãs, tanto o budismo como o xintoísmo não trazem o estigma do pecado atrelado ao ato de suicidar-se. Assim, o suicídio chegava a ser visto como uma boa maneira de resolver determinadas situações, não sendo considerado um ato de desespero, mas sim de rigorosa abnegação e lucidez. A força de vontade exigida para a retirada da própria vida expressava orgulho, revidando o suposto ultraje e afastando o fracasso. A morte pode até mesmo ser lamentável, mas o suicídio é diferente; o suicida mata-se, fascinando aqueles que ficam com a sua capacidade de prestar-se à morte voluntária por motivos nobres como amor, honra ou patriotismo.
O carácter nobre do suicídio nasceu na antiguidade japonesa. Os enterros dos chefes dos primeiros clãs aconteciam junto ao enterro compulsório dos seus parentes; costume este que também era comum na China e na Índia. A prática, chamada shinjū durou até o século V, quando a morte dos parentes foi substituída pela guarda de estátuas de terracota, apesar de o acompanhamento voluntário na morte ser mantido. O suicídio cerimonial passou a ser de grande importância para o povo japonês. Superando o medo da morte, o samurai vencia o grande enigma da humanidade, destacando-se das outras classes existentes na época. Para um samurai, a perda da honra era inaceitável. Tirar a própria vida era preferível a viver sob qualquer vergonha. No campo de batalha, o suicídio demonstrava que o guerreiro havia lutado com bravura e merecia uma morte honrada.
Após a Restauração Meiji, o governo central estabeleceu uma série de proibições em relação aos samurais com o propósito de prevenir uma tomada do poder por parte dos xoguns, pelo que o seppuku foi abolido oficialmente em 1873 enquanto forma de punição. Porém este tipo de prática continuou a existir voluntariamente. Um dos casos mais conhecidos envolveu vários oficiais militares e civis que cometeram o ato em 1945, quando o Japão é derrotado no fim da Segunda Guerra Mundial. Entre outros casos notáveis, destaca-se o do escritor Yukio Mishima que, em 1970, desventrou-se em protesto à inércia do exército japonês em relação à sua proposta de golpe de estado para que o poder retornasse ao imperador.

## História

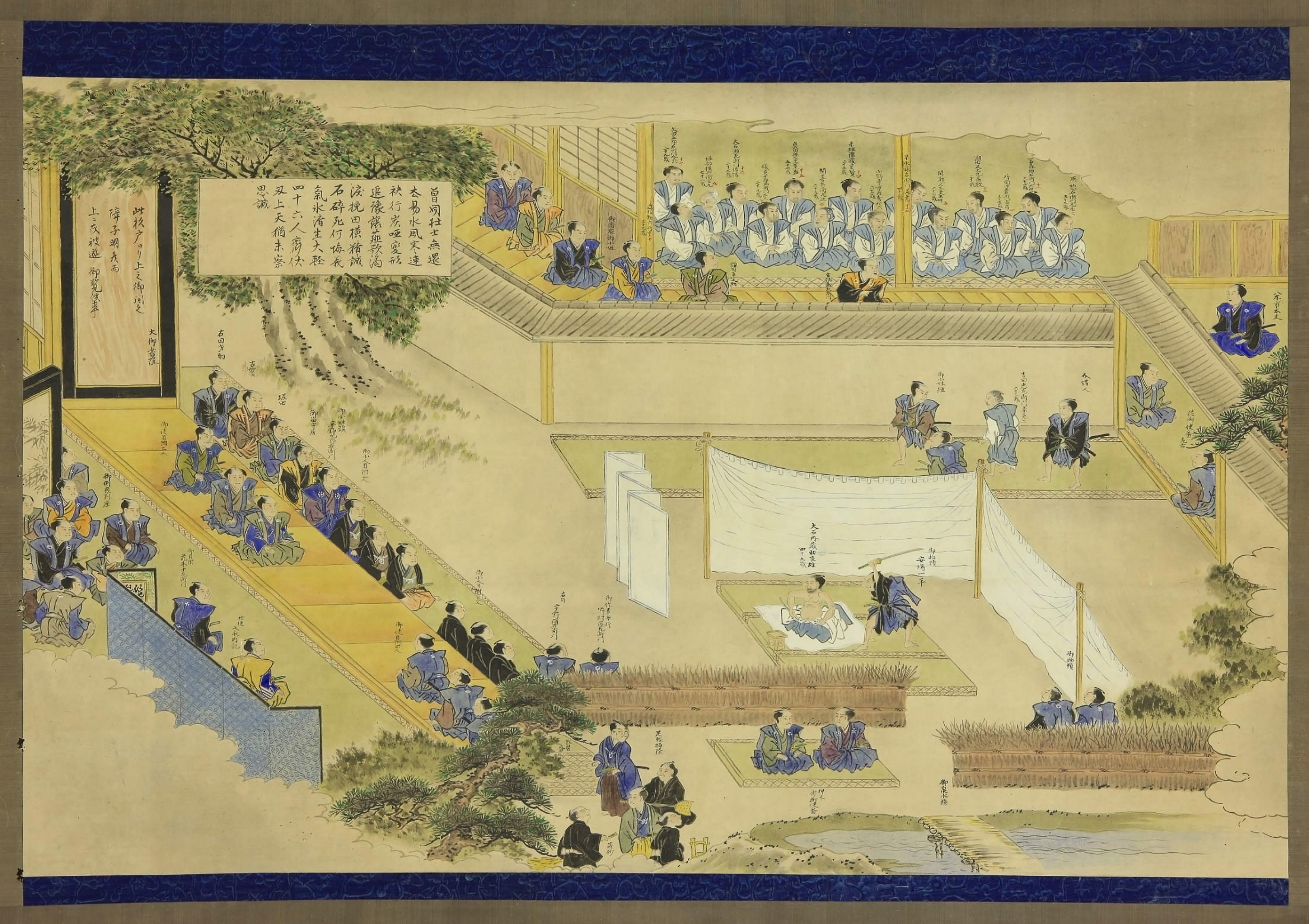
Pintura da cerimónia em que Ōishi Kuranosuke Yoshio foi sentenciado a cometer seppuku, em 1703

Analisada a cultura de suicídio do Japão, enfatize-se esta prática entre a aristocracia guerreira com especial atenção para com a ideologia de sacrifício surgida no Japão Imperial, pois dela se estruturou toda uma continuação derivada da tradição samurai. O método de suicídio dos samurais era vetado aos membros de outros estratos sociais e, mesmo no núcleo das famílias samurais, apenas os homens tinham direito ao haraquíri. Às mulheres estava reservado o jigai, no qual estas cortavam o pescoço com uma adaga.
No escopo das práticas dos samurais em batalha — presentes desde o século XII e ainda correntes durante a batalha de Sekigahara, no limiar da pax Tokugawa — os derrotados encontravam-se à mercê dos seus inimigos (em particular os vassalos). A tamanha impiedade para com os adversários derrotados dava-se sobretudo em função do ritual da "inspecção de cabeças" no qual um dáimio ou general examinava as cabeças arrancadas dos inimigos derrotados, mortos durante ou após o combate. Depois destas serem lavadas, penteadas, perfumadas e apresentadas em tábuas com etiquetas contendo a identificação do morto, eram outorgadas recompensas aos guerreiros responsáveis pelas cabeças capturadas, recompensas que poderiam ser em ouro ou títulos honoríficos. Para contabilizar o valor da recompensa considerava-se não só o número de cabeças capturadas, mas também o estatuto dos inimigos mortos. O facto de os samurais estarem sujeitos a mortes terrivelmente dolorosas nas mãos dos captores é um dos factores que explica esta forma de suicídio, roubando assim do inimigo o triunfo da sua cabeça e escapando de piores humilhações.

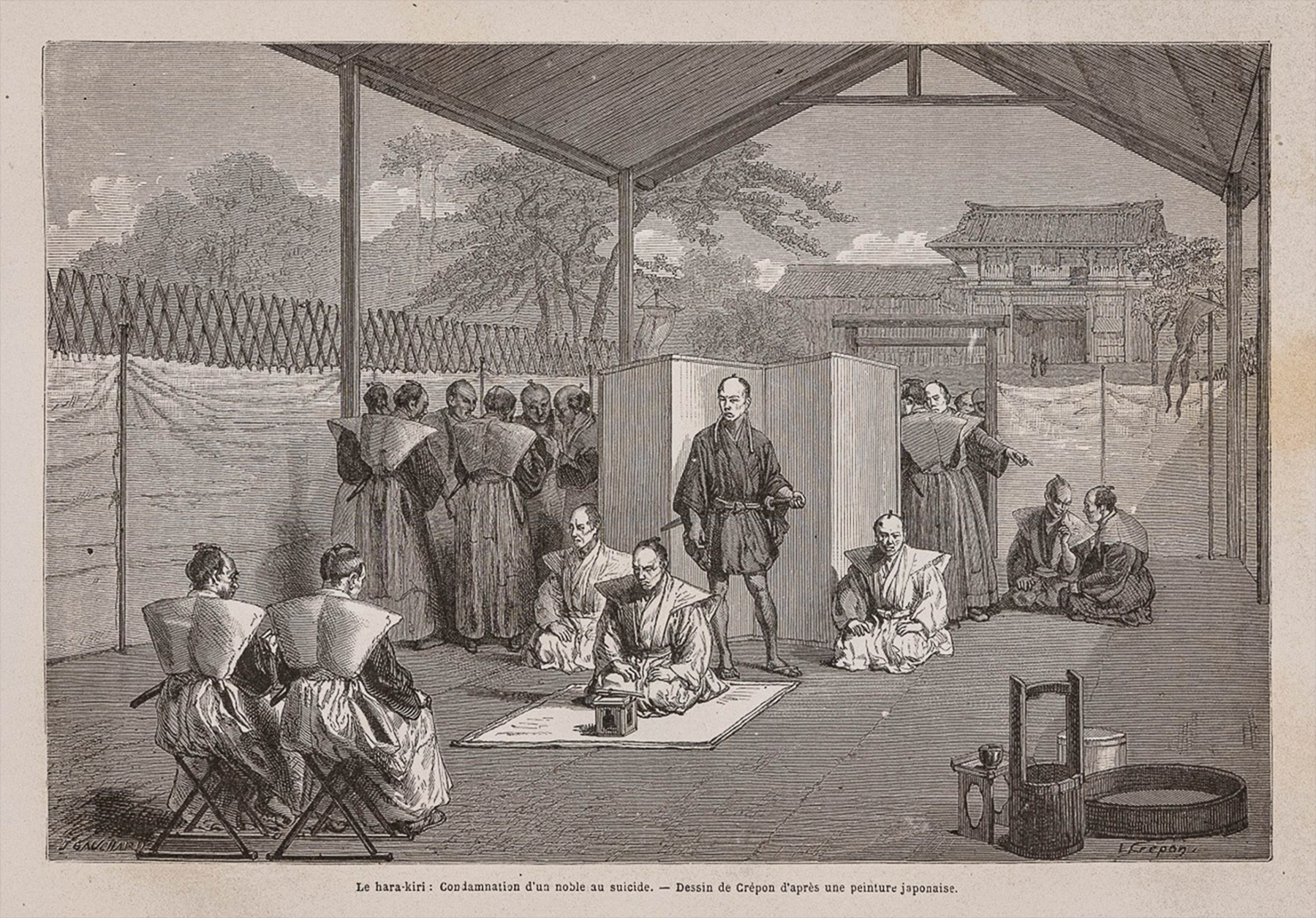
Ilustração de Harakiri: Condenação de um nobre ao suicídio. desenho de L. Crépon adaptado de uma pintura japonesa, 1867

À medida que esta prática se difundiu e se institucionalizou foi ganhando novas motivações e assimilando valores que antes não possuía. Foi surgindo uma variedade significativa de outras denominações para o seppuku; entre as mais comuns destacam-se o kanshi (seppuku por protesto), o funshi (seppuku por despeito), munembara (seppuku por vingança), oyako shinjū (suicídio de pais e filhos), o sokotsuki (seppuku expiatório, por negligência), o oibara (seppuku de acompanhamento) e o tsumebara (seppuku como forma de punição - pena capital) - os três últimos tipos como prática mais frequente e que se destacam como maiores representantes da tradição samurai. Se a honra for o valor moral central relacionado à cultura, esses suicídios podem ser classificados como altruístas.
O suicídio samurai tomou corpo de motivações morais, como o protesto contra injustiças ou resultado do comportamento inadequado de alguns senhores, humilhações sofridas, defronta contra outrem, testemunho de lealdade, expiação de falhas e fracassos, e expiação de crimes cometidos.
A disciplina, lealdade e mestria dos guerreiros samurais destacavam-se como as suas principais qualidades. De facto, constitui a lealdade (giri), o elemento mais caro à casta dos guerreiros, substância fulcral por onde se inscrevem todas as exigências da sociedade japonesa. "O giri era então uma apreciada relação frente a frente, com todos os adornos feudais. 'Conhecer o seu giri' significava ser fiel a vida inteira a um senhor que, por seu turno, cuidava dos seus dependentes. 'Pagar o giri' significava oferecer até mesmo a própria vida ao senhor a quem se devia tudo". Devido a estes caracteres psicológicos da sociedade nipónica, esta esteve permanentemente predisposta à prática suicida, mesmo contando com o claro ambiente propício à expansão de tais efeitos pela morte, oferecido pelo advento do xogunato e, principalmente após a ascensão do código de ética dos samurais, do bushido.
Por volta do século XII os reinados do poder haviam caído completamente nas mãos dos samurais. Minamoto no Yoritomo, lider do clã Minamoto, estabeleceu o primeiro governo Xogunato (governo militar) em Kamakura perto de Tóquio, marcando o início de 675 anos da era militar e feudal do Japão. O acontecimentos de seppuku atingiram proporçoes endémicas durante a invasão Mongol no século XIII. Muitos samurais cometeram seppuku como forma de mostrar o seu valor ao enfrentar o inimigo e evitar a captura.
A tarefa de unificação do Japão foi levada a cabo por Iyeyasu Tokugawa, que estabeleceu o xogunato Tokugawa em Edo (atual Tóquio) em 1603. O período Tokugawa (1603-1867) inaugurou uma era de unidade nacional nunca antes vista, paz ininterrupta e notável desenvolvimento socio-económico até à véspera da restauração Meiji em 1868. É nesta época que as cerimónias de seppuku eram exímias.

## Tipologia doseppuku
O seppuku pode primeiramente ser dividido em duas grandes categorias, no que respeita à liberdade de escolha i.e. sendo ou não cometido voluntariamente. O seppuku voluntário é chamado de jijin (auto-destruição com a sua espada, assassinato do "eu"), e a outra, tsumebara (seppuku forçado). No Jijin (seppuku voluntário) existem seis tipos elementares na primeira categoria do jijin. O sexto tipo tem três sub-tipos e um dos três subtipos (i.e. oibara) tem três sub-categorias. Jiketsu, significa literalmente "auto determinação", referindo-se a uma forma voluntária de suicídio. Era um tipo comum de seppuku entre os samurais derrotados em batalha, especialmente antes do período Tokugawa. Inseki, refere-se a um tipo de seppuku cometido como forma de assumir responsabilidade moral e legal por um engano, um acto inadvertido e escolhas erradas, como também má-conduta de um dos subordinados. Sacrifício, durante periodos de incessantes guerras feudais, era habitual que alguns generais derrotados ou senhores da guerra cometessem seppuku em frente dos vitoriosos com a condição de que a sua família e os seus homens fossem poupados; sendo consequentemente designado de seppuku por sacrifício. Kanshi:  este tipo de seppuku era cometido como demonstração ou protesto contra a má-conduta do seu senhor. Quando um senhor feudal ou um superior insiste no mau comportamento, o seu fiel e antigo vassalo normalmente cometia este tipo de seppuku, por forma a obrigar que o senhor rectificasse o seu comportamento. Memboku significa simplesmente "proteger a sua aparência". Este tipo de seppuku é cometido como forma de provar a sua inocência e salvar a sua honra, especialmente quando um samurai foi incorrecta e injustamente acusado de um crime ou acto doloso do qual seria inocente.

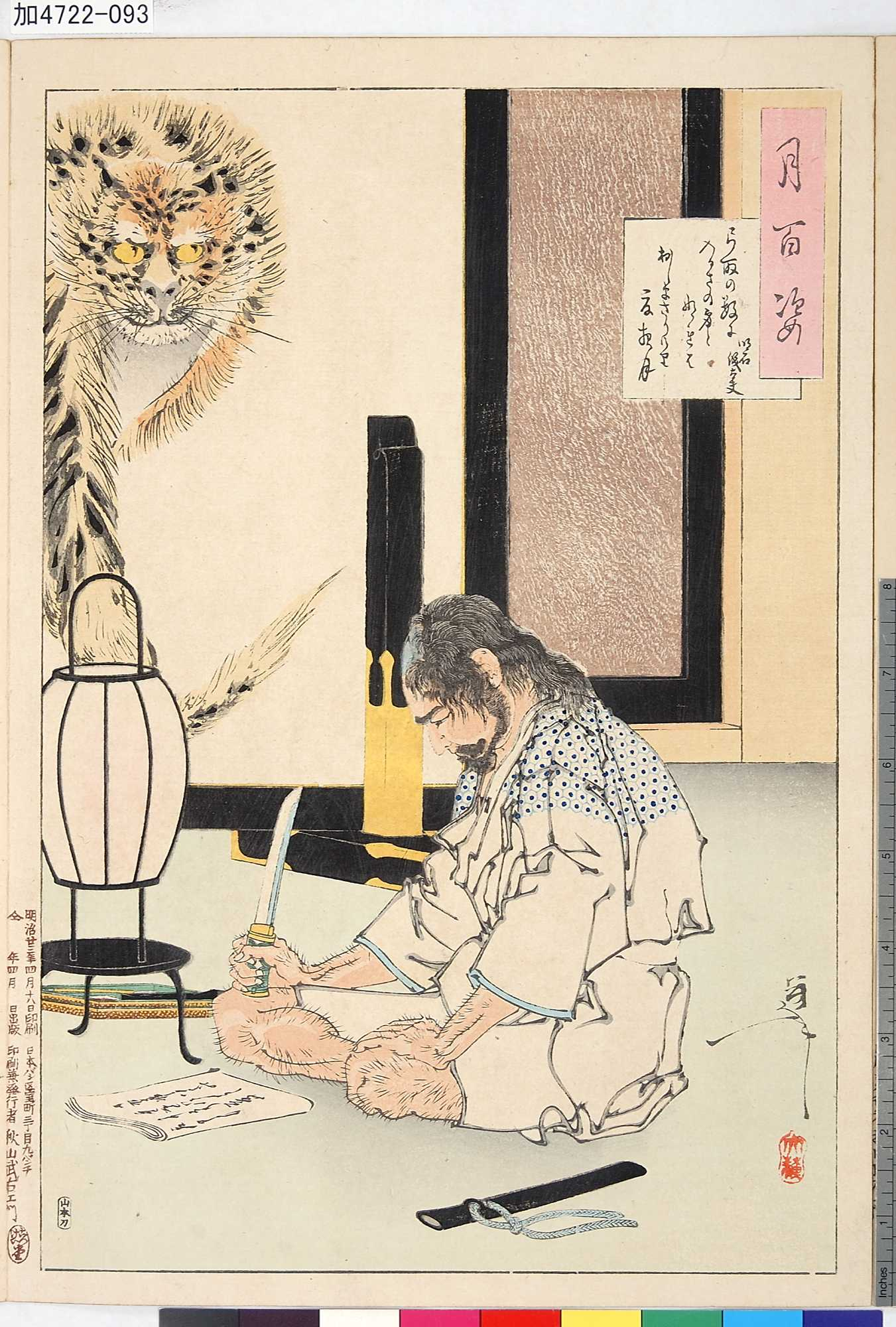
General Akashi Gidayu prepara-se para cometer seppuku pelo seu mestre, após este ter perdido uma batalha em 1582. Observa-se que Akashi acabara já de escrever o seu poema de morte, parte do qual é visível no canto superior direito. Ilustração de Tsukioka Yoshitoshi

No  Junshi o guerreiro samurai, tal qual o cavaleiro europeu, agia em obediência ao seu senhor ou ao seu rei. No entanto, e diferentemente do ocorrido no ocidente onde acima do seu senhor havia uma autoridade suprema — Deus —, o samurai não reconhecia qualquer outra autoridade acima do seu senhor. O próprio imperador, embora de ascendência divina, não interferia nos assuntos mundanos, de modo que o poder imperial sobre a classe samurai era, na prática, quase nulo. Observe-se, portanto, que a fé divina não interferia no rígido sistema de fidelidade do samurai ao seu senhor. E de tal modo assim era que a morte desonrosa de um senhor feudal às mãos de um inimigo implicaria, não raras vezes, o suicídio ritual oibara (追い腹)[c] de todos os samurais ao seu serviço.
O junshi pode ser dividido em três sub-tipos em termos de "timing" do seppuku: (a) sakibara, (cortar a barriga antecipadamente) é um seppuku cometido antes da morte do senhor, antecipando a morte iminente do senhor, (b) atobara (seppuku atrasado) é um tipo de junshi cometido não imediatamente após a morte do seu senhor mas após um periodo de tempo considerável, e (e) oibara (seppuku por acompanhamento), é um tipo de seppuku cometido por um samurai imediatamente após a morte do seu senhor.
O junshi, ou seppuku por acompanhamento, quando executado o suicídio do escravo em ocasião da morte do seu senhor sem que, contudo, seja por via do seppuku — teria origem numa prática anterior à instituição do Xogunato. Nesta, seria costume que parentes e vassalos de grandes nobres (inclusive o imperador) fossem estrangulados e enterrados juntamente com o chefe do clã. Considerada como prova de lealdade absoluta perante o seu senhor, os guerreiros samurais depressa foram influenciados por tal prática de nobreza cortesã, tornando-a recorrente e aceite (embora não universalmente aprovada) até às primeiras décadas do Xogunato Tokugawa – vide caso dos 47 rōnin. O seppuku colectivo poderia reunir até cerca de 500 guerreiros, deixando os clãs alanceados e completamente indefesos. Ieyasu Tokugawa, que fundou a última grande dinastia Xogunato do Japão, em 1603 emitiu finalmente um édito que proibia o seppuku aos servos primários e secundários. Após o falecimento de Tokugawa Iyeyasu, os vassalos do seu clã foram impedidos de exercer tal prática.
De tão enraizada que estava tal prática na aristocracia japonesa, os casos de suicídio por acompanhamento continuavam a surgir e, por conseguinte, em maio de 1663, a pedido de Nobutsuna Matsudaira de Izu, o governo Xogunato emitiu um novo decreto para pôr fim a esta prática que levava a uma inacreditável perda de vidas humanas. O édito decretava castigo severo à família de quem cometesse junshi: conforme o ocorrido com Uyemon no Higoge, a cuja família lhe foram confiscados haveres e executados dois dos seus membros, enquanto outros foram exilados. Eventualmente os vassalos abandonaram este costume e começavam a seguir o caminho para se tornarem monges budistas. Ainda assim, continuou a haver vários casos de desobediência durante todo o longo reinado Tokugawa e, inclusive, eram ainda acolhidos com maior vigor pela população como actos de uma maior bravura. Um caso de desobediência que se tornara bem conhecido foi o do general Nogi Maresuke, que se suicida juntamente com a sua esposa Shizuko, pouco depois do cortejo fúnebre do imperador Meiji deixar o seu palácio, em 1912.
Em decorrência desta proibição da prática de suicídio por acompanhamento em todo o Império, mesmo que de prova de lealdade se tratasse (uma virtude cambaleante à época) a sua abolição foi imposta justamente num período no qual a lealdade para com o seu mestre era deveras reconhecida.
Tsumebara ((詰腹 pena capital, ou seppuku forçado)
Um ritual bastante elaborado realizado como forma de punição, consistia na evisceração forçada como pena de morte aos samurais. Uma criação de ordem social estabelecida pelos Tokugawa, dava aos samurais a primazia sobre os outros status sociais. Por lei, um direito chamado kiri sute gomen dava a um samurai o poder de eliminar com sua espada qualquer um das castas mais baixas que não o respeitasse. Assim, a estes fora cedida a autoridade de matar membros da plebe sem necessidade alguma de justificação, tornando-os nos grandes responsáveis pela manutenção da ordem, autorizados e instruídos a punir com violência implacável aqueles que a infligissem. Por outro lado, os samurais tinham o dever de dirigir contra si mesmos igual ato punitivo caso quebrassem a lei, servindo esta prática também para legitimar a autoridade do samurai aos olhos da plebe, pois a severidade deste "teria sido odiosa, se não tivesse sido ele próprio a primeira vítima. Já que ele se considerava o soldado do bem, devia provar incessantemente que não se poupava. E quanto mais se mostrasse cruel para consigo próprio, mais sabia que o aprovariam" — Pinguet, 1987.

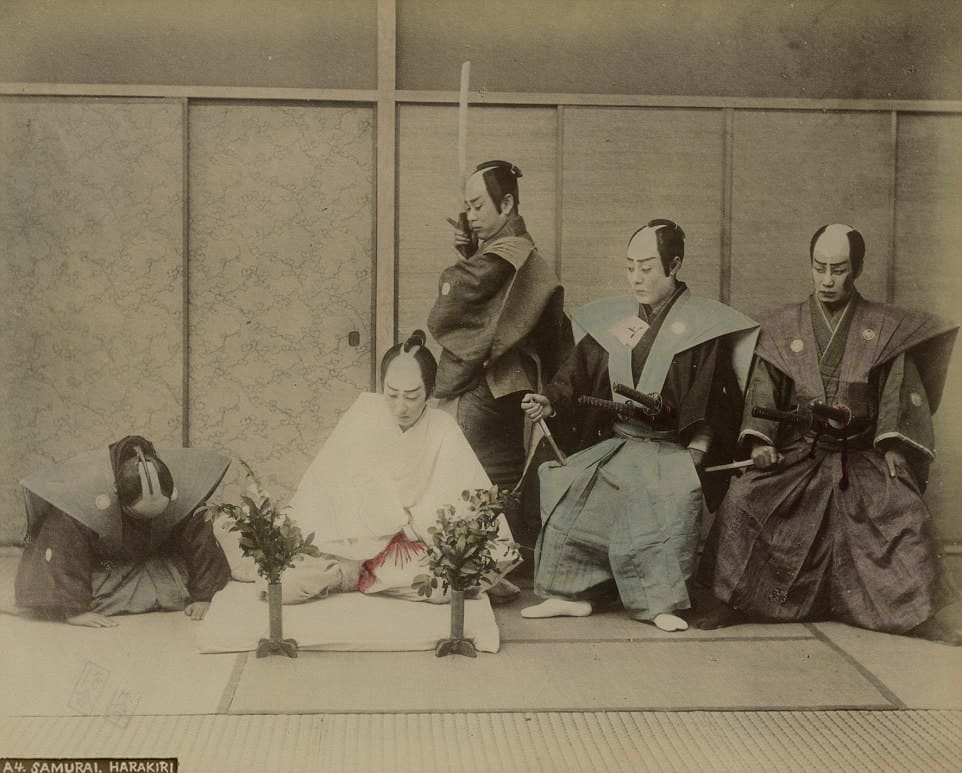
Reconstituição de uma cena de seppuku no século XIX. Na imagem observa-se o cenário desempenhado em função do seppuku. O posicionamento dos interpretes é exacto, quando o assistente ergue a sua espada atrás e à esquerda do condenado

O seppuku como pena de morte era também uma característica da desigualdade social na sociedade do período Tokugawa. A pena repartida ao plebeu assumia outros métodos de punição corporal ordenada, no qual os condenados eram expostos à humilhação e castigo; por exemplo o pelourinho, a tatuagem de carácter estigmatizante, o açoite e banimento e, entre as penas de morte a decapitação, fogueira, crucificação (prática esta adoptada com a chegada dos missionários cristãos, e que depressa se tornaria o mais difundido meio de execução), e o nokogiribiki (prática de enterrar a pessoa ainda viva, mantendo o seu pescoço e a sua cabeça de fora, deixando ao seu lado duas serras de bambu, que qualquer um tinha permissão de usar para serrar o condenado); sendo o tsumebara, um suplício que, se por um lado não era considerado normalmente como um ato heróico (como a forma que assumiu no caso dos 47 rōnin), pelo menos era uma forma de infligir pena ao samurai (autopunindo-se) mantendo intacta a sua dignidade.
Embora o bushi apenas tinha o direito de ser executado por decapitação — zanai — a execução pública era considerada a desgraça do samurai. O criminoso condenado seria exposto em público pelas ruas até ao local habitual de execução, com placas que anunciavam o seu crime. Esta ignominiosa forma de exposição pública era totalmente desprezível e rejeitada pelo bushi, que cuidadosamente se esforçava por manter a distância entre si e o povo. Apenas o samurai ajustado a tal condição poderia ser sentenciado a cometer seppuku como forma de punição por um crime, o que significa que o rōnin que, apesar de ter nascido bushi, ao ver terminada a sua digna condição enquanto samurai, não estaria mais ao serviço de um senhor feudal, sendo tecnicamente excluído de tal honra. Excepções à regra foram contudo contabilizadas ao longo da história, como o ocorrido no Incidente de Akō. A pena capital por tsumebara foi suspensa do código penal japonês apenas no ano de 1873, poucos anos após a Restauração Meiji.
No entanto, mesmo após a extinção do feudalismo que levaria ao término da casta dos samurais e a proscrição por lei do tsumebara, o desaparecimento prático das outras variantes do seppuku não se verificou. O seu carácter demasiadamente inveterado na sociedade continha-o e não seria por uma mera e rápida alteração de ordem política que o seppuku desaparecia. No século XX, a construção da ideia da "nação de samurais", motivada também pelo sistema de serviço militar obrigatório, faria com que a prática do seppuku tomasse o Japão nas mais variadas formas e ganhando adeptos de todas as origens sociais. É neste novo cenário que o kanshi (suicídio por protesto), uma das formas anteriormente consideradas marginais da prática do seppuku, alcançaria o seu posto de prática mais recorrente de suicídio por esventramento. Com a instituição da democracia, surgem protestos políticos pelas mais variadas posições. O suicídio toma aqui lugar principalmente por radicais militaristas que lançavam mão desse ato caso as suas convicções fossem obstadas. Era comum a existência de suicídios após um assassinato político, expediente comum entre os militantes da Gen’Yosha, Kokuryūkai e outros grupos nacionalistas menores. Munembara (無念腹)
Um tipo de seppuku acometido a alguém por falsas acusações ou decisões unilaterais de justiça e penais. A pessoa que era forçada a cometer este tipo de seppuku morria com um profundo senso de mortificação e remorso. Foi o caso dos 47 rōnin.

## Ritual
Feito uma árvore fóssil 
 da qual não apanhamos flores
 triste tem sido minha vida 
 destinada a não produzir frutos

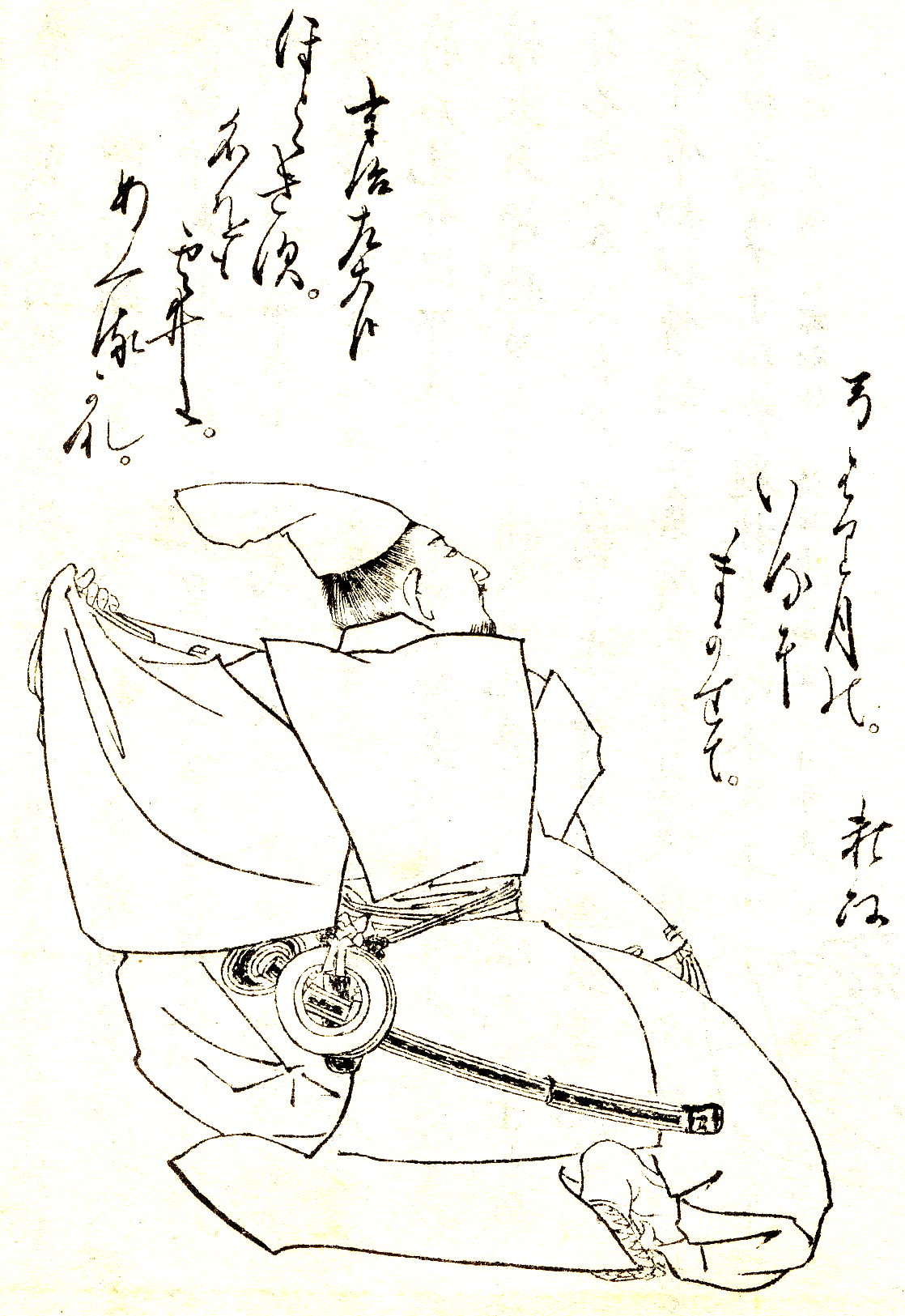
Foi no amargurado isolamento do templo Byōdō-in que Yorimasa escreveu, no seu velho leque de guerra (tessen, 鉄扇), o melancólico poema de despedida:
Feito uma árvore fóssil
da qual não apanhamos flores
triste tem sido minha vida
destinada a não produzir frutos

O seppuku, quando executado na tranquilidade do castelo ou da residência do guerreiro japonês, era um ritual bastante elaborado e que evocava a enorme racionalidade do ato. Para a cerimónia, o samurai banhava-se para purificar seu corpo e a sua alma. De seguida vestia-se com uma roupa específica para o seppuku, de cor branca, símbolo de pureza e do luto para os orientais (que viria à tona com o esventrar do abdómen). Ajoelhado-se numa posição designada de seiza sobre um tapete branco ou de feltro vermelho, o guerreiro preparava-se para por fim à sua vida. Na sua frente, era costume encontrar-se uma pequena mesa de madeira (sanbo) com uma wakizashi ou um tantō, envoltas em várias folhas de papel washi para proporcionar uma maior aderência. Visto que nem sempre era possível assegurar uma morte rápida mediante os complexos cortes executados, a ajuda de outra pessoa na elaboração deste ato, tornou-se um costume.
| “                       | o réu “pegou no punhal, olhou-o melancolicamente, quase afectuosamente. Por um momento, parecia ter reunido os seus pensamentos pela última vez e então apunhalou-se profundamente por baixo do ventre do lado esquerdo, deslocou o punhal lentamente até ao lado direito e, erguendo-o, realizou um corte leve para cima. Durante esta dolorosa e nauseante operação, nunca moveu um músculo da cara.” Em seguida, o kaishakunin “ergueu-se atrás do samurai”, de cara virada para o Sol ou para a Lua para não revelar a sua sombra, “desembainhou a arma e decapitou-o num só golpe. Em seguida, limpou a arma e inclinou-se". | ” |
| — Freeman-Mitford, 1866 | |   |

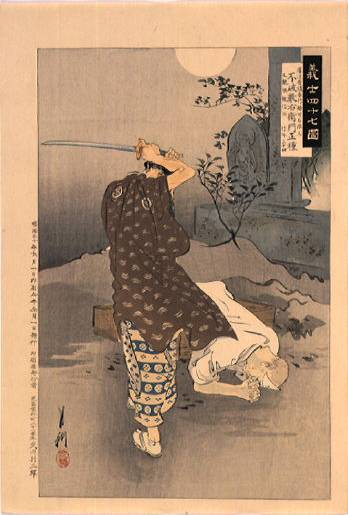
Rōnin que em 1701, após o seu senhor ser forçado a cometer seppuku por agredir um funcionário judicial que o tinha insultado, foram atrás de vingança, que resultaria no suicídio dos 47 rōnin, forçados a cometer seppuku

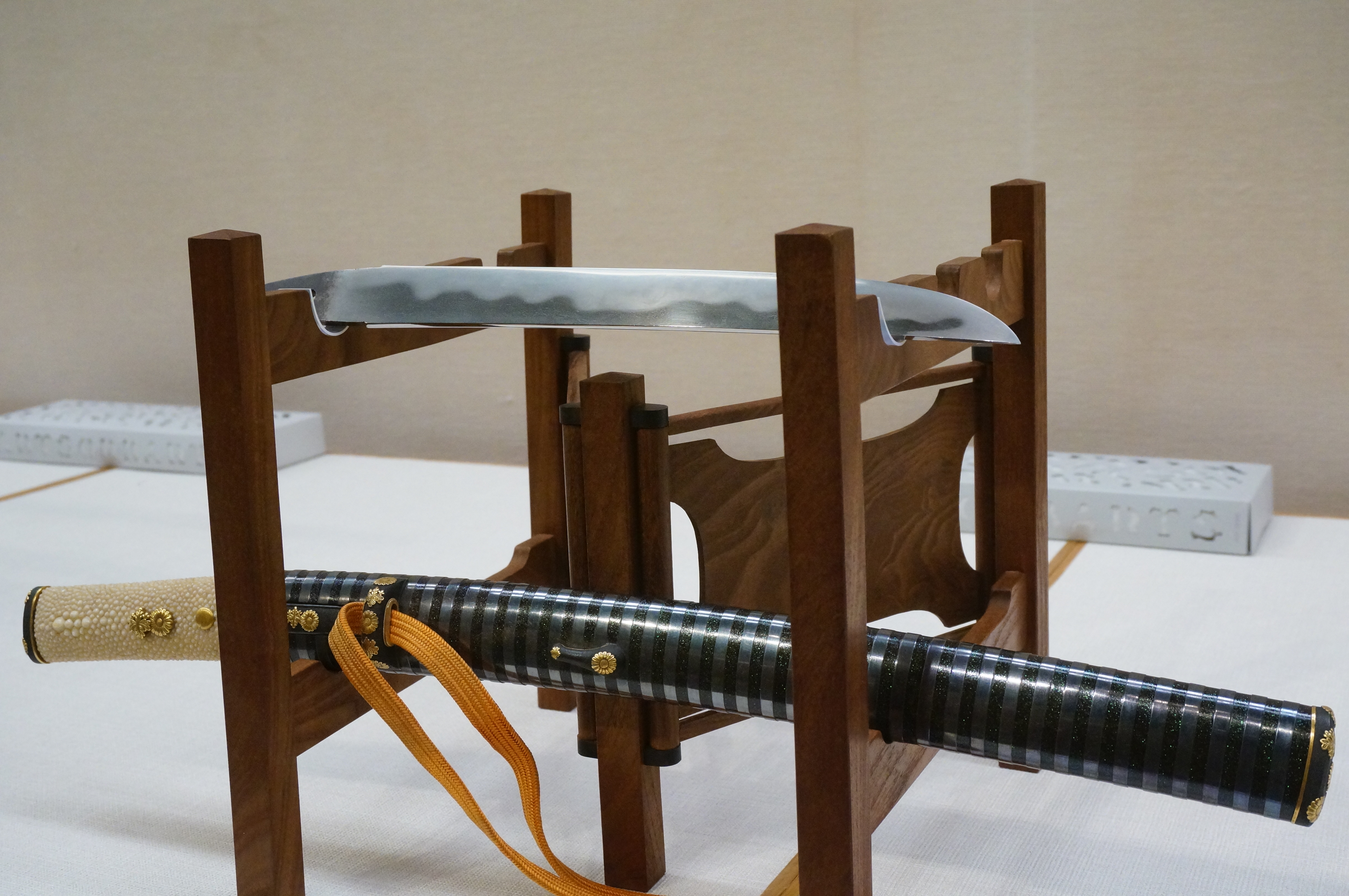
Adaga tantō, exemplo de espada com a qual os samurais realizavam a cerimónia do seppuku.

Do seu lado esquerdo, uma pessoa de extrema confiança e familiaridade, um camarada de guerra, um amigo do mesmo batalhão ou de uma classe inferior (quando não um funcionário designado pelas autoridades), denominado kaishakunin (介錯人),[d] agia como assistente do samurai suicida, ministrando o golpe de misericórdia. Depois de um breve pronunciamento ou declamação de um poema de morte (zeppitsu que significa "última pincelada" ou yuigon que literalmente significa "declaração deixada para trás") — geralmente em forma de haiku, em que o samurai compunha os seus instantes prévios à morte, resumindo os seus pensamentos e emoções naquele momento —, o guerreiro entregava a declaração à testemunha e tomava uma tigela de saquê ou água que, por tradição, beberia em quatro goles espaçados entre si. A esta ação dá-se o nome de shi-mu (em que "shi" significa "quatro" e "mu", "morte"), quatro mortes, como referência simbólica aos quatro elementos que doravante não poderá voltar a sentir nem contemplar: a terra, a água, o vento e o fogo.
De seguida, e após prender as mangas do kimono sob os joelhos por forma a permitir que a queda se dê para a frente (prevenindo uma queda para trás ou para o lado, consideradas posições indignas) tomava a arma nas suas mãos, desembainhava-a e introduzia a ponta da lâmina no seu ventre. O corte (kiru) horizontal era efectuado na zona do abdómen, abaixo do umbigo (hara) com um tantō ou wakizashi, partindo do lado esquerdo cortando-o até ao lado direito, deixava assim as vísceras expostas como forma de mostrar pureza de carácter. Finalmente, se as forças assim o permitissem, era realizado outro corte puxando a lâmina para cima, prolongando o primeiro corte ou iniciando um novo ao meio do primeiro (jumonji-giri ✝). Era importante o corte ser no abdómen, local onde as crenças orientais acreditam ser o centro da razão e da emoção. Assim, o samurai estaria literalmente cortando a sua "alma" (vide seika tanden). Ao acreditarem que essa estava limpa diante da sua honra, mostrava-se a sua dignidade. Enquanto o samurai tranquilizava a sua mente e se preparava para morrer em paz, o kaishakunin mantinha-se ao seu lado aprontando a sua principal função no ritual, a decapitação. Qualquer interacção e conversação que rodeava um seppuku ordenado oficialmente estavam fixadas pela tradição, e se o samurai se dirigisse ao kaishakunin antes ou durante a cerimónia, a resposta padrão seria "go anshin" (mantenha a mente em paz).
Tratando-se de um processo extremamente lento e doloroso de suicídio, o kaishakunin podia executar o ato de decapitação (kaishaku) antes que o samurai mostrasse sinais de fraqueza, pelo exaurir das suas forças que o impedia de terminar o corte por si mesmo. O corte era efectuado com uma catana ou, embora raramente, com uma tachi, na região cervical e consistia num corte parcial ou total do pescoço, causando morte imediata. A manobra de execução era normalmente efectuada nos modos do daki-kubi (抱き首).[e] Considerada a enorme precisão necessária para tal manobra, o auxiliar do seppuku deveria ser um espadachim qualificado.
Assim, seria considerada imensa falta de respeito se a cabeça do samurai fosse completamente degolada diante dos parentes do samurai, que geralmente também assistiam à execução. Estando a cabeça suspensa na frente e segura ao pescoço, a face escondida do samurai representava o grande talento do kaishakunin, e removia por completo o estigma da decapitação. A precisão técnica do kaishaku era considerada de extrema importância, pois a correta execução do corte dever-se-ia ao talento de um exímio espadachim, cuja atuação não permitia qualquer tipo de falha. Seria portanto uma função considerada honrosa. Apesar da presença do kaishakunin que executava o golpe de misericórdia, esta ação ainda é caracterizada como suicídio, pois um ferimento deste tipo feito por tal lâmina é sempre fatal, embora a zona golpeada leve a uma agonia terrível antes de falecer. Visto que nem todos aqueles que cometiam seppuku eram capazes de suportar a dor, normalmente o daki-kubi ocorria assim que o punhal fosse mergulhado no abdómen. Eventualmente até mesmo a lâmina se tornara inútil em certas ocasiões, e o samurai poderia usar algo simbólico como um leque que, após a simulação do corte do hara, era de imediato realizado o golpe de decapitação por parte do kaishakunin. O leque foi por vezes usado quando o samurai tinha já uma idade demasiadamente avançada para usar a lâmina, ou em situações em que era elevado o risco de retaliação após autorizar uma arma para as mãos do condenado, diante de tais circunstâncias.
No mundo dos guerreiros, o seppuku era um feito de bravura admirado num samurai que se sabia derrotado, caído em desgraça ou mortalmente ferido. Significava que poderia terminar os seus dias com os seus erros apagados e a sua reputação não apenas intacta como engrandecida. Apenas por meio de tal atitude poderia o samurai provar a sua abnegação, retidão moral, a reciprocidade entre os seus pensamentos e atos, a sinceridade da sua lealdade, a aura de pureza que envolvia a sua classe. Conforme a crença dos japoneses daquele período, seria precisamente na região do ventre que residiria a autenticidade do homem e sendo o ventre aberto, saber-se-ia quem um homem realmente era. O corte do abdómen liberava o espírito do samurai da forma mais dramática, sendo uma forma extremamente dolorosa, lenta e desagradável de morrer, provocando choque circulatório e/ou irritação peritoneal, desmaio ou ataxia. Não raro, o samurai, após abrir o ventre, permanecia vivo por horas ou mesmo dias, esvaindo-se em sangue e ao mesmo tempo sentindo uma dor indescritível. A este processo se dá o nome de jumonji giri, no qual o kaishakunin não está presente.

## Jigai

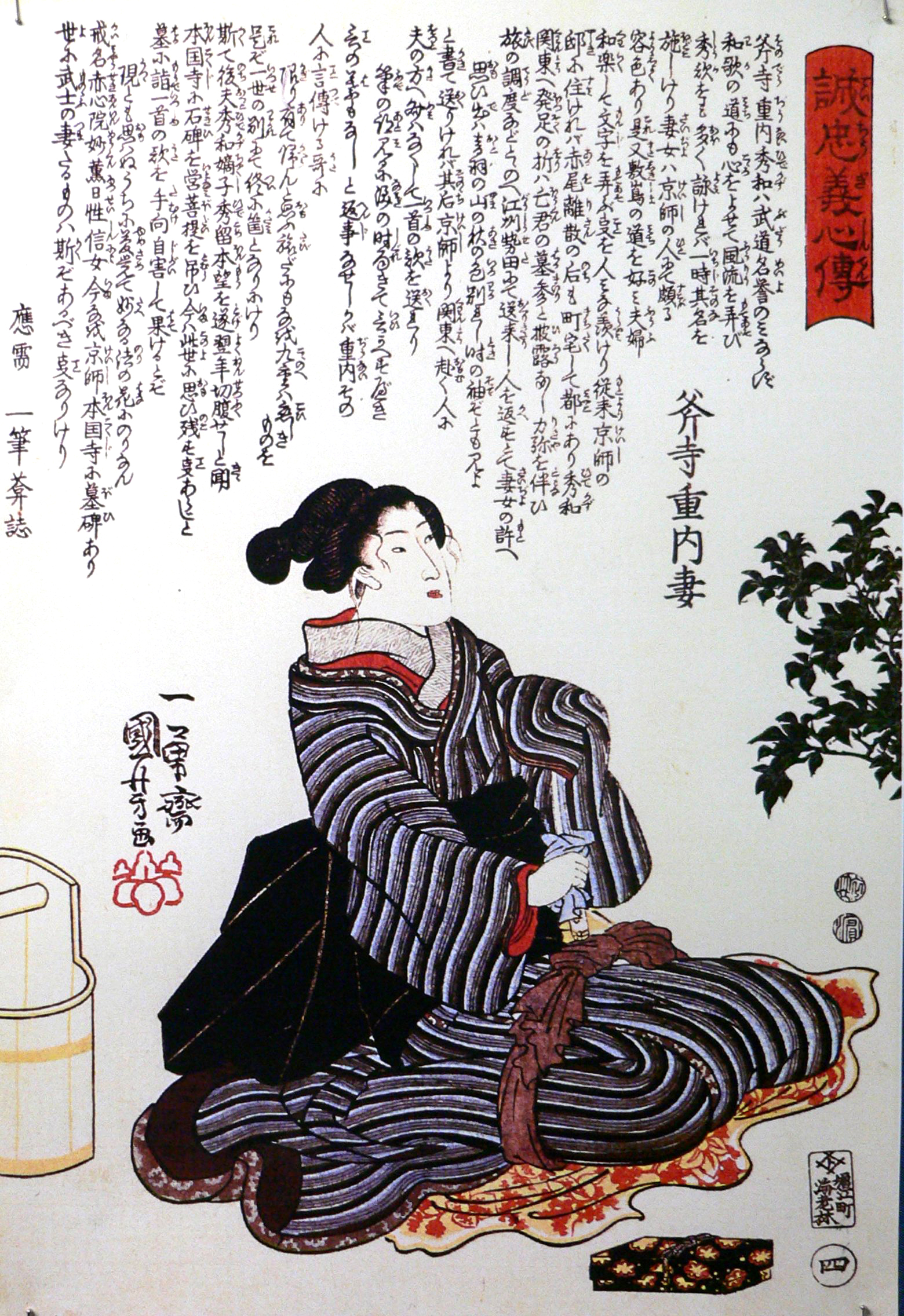
A esposa de Onodera Juna (um dos 47 rōnin) prepara-se para cometer jigai e assim acompanhar o marido na sua morte

Estando o esventramento reservado aos homens samurais, às mulheres era concedido o direito ao jigai. Mulheres pertencentes a famílias aristocráticas, esposas de samurais e principalmente guerreiras onna-bugeisha, cometiam suicídio não pelo estripar do seu ventre, mas cortando as veias jugulares com um só golpe, usando um punhal como um tantō ou kaiken. Os motivos eram semelhantes aos seguidos pelos homens que cometiam seppuku, e no jigai, este deveria ser cometido para preservar a dignidade ou provar a fidelidade da mulher. Tal ato remonta ao século IX, e era o caminho a seguir pelas mulheres da alta classe militar japonesa. Assim, muitas recorriam a esta prática não somente quando estavam impossibilitadas de cumprir uma obrigação, como também em casos em que estava eminente um ato violento de estupro. O jigai era comum em casos de acompanhamento do seu senhor ou marido na morte, mesmo quando estes eram condenados à própria execução. Nestes casos, o jigai só poderia ser feito com autorização do senhor, e desta forma, a mulher não poderia cometer o tão honroso suicídio sem uma prévia permissão. Noutro aspecto o suicídio feminino se fazia diferente ao do homem, e este encontra-se na própria forma litúrgica do ritual. Enquanto o homem abria o abdómen para "desnudar a sua alma", evidenciando a sua dignidade e honra, a mulher introduzia a lâmina de uma tantō na garganta ou no coração.
O ritual feminino era contudo, menos elaborado e não se fazia necessário de um kaishakunin. Antes de cometer o suicídio, a mulher mantinha as suas pernas unidas — amarrando os tornozelos e joelhos um ao outro — para evitar que na queda as mesmas se abrissem deselegantemente, expondo as suas partes íntimas. Stephen R. Turnbull, um renomado escritor e pesquisador da história do Japão, forneceu extensas evidências sobre a prática do ritual de suicídio feminino, especialmente casos de esposas de samurais que se sucederam no Japão pré-moderno. Um dos maiores suicídios em massa deu-se a 25 de abril de 1185, na Batalha de Dan no Ura que levou à destruição do clã Taira, quando Taira no Tomomori é derrotado e comete seppuku antes de ser capturado pelas forças de Minamoto; vários membros do seu clã puseram também fim às suas vidas inclusive mulheres.

## Factores culturais do suicídio
A história japonesa está repleta de relatos de pessoas que cometeram seppuku e outras formas de suicídio; a arte e literatura do Japão há muito que exalta o suicídio como um meio nobre de expiar as emoções de culpa e vergonha. Para uma visão geral de todos os meandros do comportamento japonês e processos mentais inconscientes discutidos na literatura, o seppuku trata um assunto extremamente complexo que se encontra enraizado na história e cultura da sociedade nipónica. O suicídio no Japão trata um complexo comportamento humano que incluí vários processos inconscientes, e para ele faz-se necessária uma interpretação multidireccionada, a partir de uma perspectiva biopsicossocial. Deste modo, o suicídio não deve ser analisado segundo um ponto de vista psiquiátrico ou outro cultural, mas a partir de uma abordagem completa dessas variáveis.
O haraquíri era um privilégio das classes superiores, enquanto que o shinjū — forma de suicídio cometida entre pessoas íntimas, amantes ou familiares —, era mais comum entre os plebeus. O ato de suicídio japonês em geral é associado a um significado de valor ou vingança, à salvação do nome ou fama da pessoa ou da família. A análise do suicídio é de suma importância para a compreensão da cultura japonesa. Nesta sociedade, existe um intenso e irresistível desejo por parte do povo japonês, de estabelecer uma identidade por pertença a um grupo. Um forte senso de união (ittaikan) é gerado inconscientemente entre o grupo e é manifesta uma sensibilidade social sobre eventuais rupturas na harmonia dessa relação. No entanto, o ostracismo do grupo é de toda a forma evitado. As pressões de adaptação a um padrão limitado de comportamento e pensamento e a expectativa de um total compromisso de acompanhamento desse grupo, tornaram-se factores incontornáveis do pensamento japonês.
A consequência disso é que tanto o orgulho como a vergonha de um indivíduo são compartilhados pelo grupo e vice-versa. A vergonha, consciente e inconsciente, é, portanto, bastante poderosa e muitas vezes é um factor importante para o suicídio no Japão. A culpa está envolvida em relações de reciprocidade, nas quais um favor "on" é acompanhado pelo fardo do dever de lealdade (giri), que pode ser muito intenso e instável a nível emocional (isto contrasta com a noção de culpa presente no ocidente que resulta de um sentido interno de que algo de errado foi feito). Este sentido de um interminável "dever" infiltra-se no inconsciente dos japoneses, especialmente em relação aos que têm tido uma preocupação cuidada sobre si mesmos.
O seppuku, marcou incontestavelmente a história e cultura do país. Factores de risco que levam ao suicídio são atualmente comparáveis aos presentes noutros países. Esses fatores de risco incluem distúrbios psiquiátricos, abuso de drogas, tentativas de suicídio anteriores, falta de sistemas de apoio social, idade avançada, vários tipos de perda, reportório familiar de suicídio, propensão a acidentes, entre outros. Dois exemplos de suicídio peculiares no contexto japonês, o shinjū e inseki jisatsu, são temas recorrentes da atual sociedade nipónica.

## Nota
[a] ^ Ultimamente, o termo jisatsu tem sido considerado um termo genérico japonês para qualquer forma de auto-destruição, assassinato do eu.
[b] ^ Durante um ataque no Monte Yoshino das tropas do xogunato Kamakura lideradas por Nikaido Sadafuji, Murakami Yoshiteru, um eminente servidor do filho do Imperador Go-Daigo, o Príncipe Morinaga ficou preso junto com o seu senhor, numa casa com telhado de colmo. Encurralado, Yoshiteru subiu para o topo do telhado a fim de distrair o inimigo, permitindo que o seu mestre fugisse. Identificando-se como sendo o príncipe Morinaga, gritou para o inimigo que estava em baixo no jardim, berrando que lhes iria mostrar como é que morre um verdadeiro samurai. Depois de pegar fogo ao telhado, remove a sua armadura e robe, pega no seu punhal e desfere um grande e profundo golpe no seu estômago. Depois, tirou as próprias entranhas da ferida, cortou-as e atirou-as ao inimigo lá em baixo. Por fim, apontou a sua espada à boca e deixou-se cair para a frente sobre ela, morrendo de forma obsessiva.
[c] ^ O oibara é descrito num manual do perfeito samurai, Hagakure — o livro do samurai. Nele, o samurai desaparece durante a era Meiji (1868-1912) depois de a lei que proíbe o uso da espada ter sido aprovada. O oibara é o suicídio por subserviência. É subdividido em  maebara  e  sakibara dependendo se o samurai precedeu ou sucedeu o seu senhor na morte.
[d] ^ Nos caso em que alguém foi condenado a cometer seppuku pelo bakufu, um kaishakunin seria nomeado pelo próprio governo. Caso contrário, era comum que um iaijutsuka fosse designado pelo próprio suicida para desempenhar a função de kaishakunin.
[e] ^ Existe dois tipos de kaishaku, com golpe vertical (kirioroshi). O primeiro, no qual é realizado um corte completo do pescoço, era efectuado sobre o samurai que houvesse cometido um crime: a sua cabeça era separada por completo do corpo. O segundo, o daki-kubi, era efectuado sobre o samurai que não tivesse desonrado a sua condição de guerreiro: uma pequena porção de pele na parte frontal do seu pescoço era deixada intacta. Assim a sua cabeça ficava suspensa na frente, segura ao pescoço, por forma a preservar a dignidade da vítima. A isto era denominado kakae-kubi.